# Варош Село
Варош Село (алб. Varosh) је насељено место у општини Урошевац, на Косову и Метохији. Према попису становништва из 2011. у насељу је живело 2.483 становника.

## Становништво
Према попису из 2011. године, Варош Село има следећи етнички састав становништва:
| Националност | 2011.          |
| Албанци      | 2.476 (99,72%) |
| Бошњаци      | 3 (0,12%)      |
| Турци        | 1 (0,04%)      |
| други        | 3 (0,12%)      |
| Укупно       | 2.483          |

| Демографија | Демографија | Демографија |
| Година      | Становника  | Становника  |
| ----------- | ----------- | ----------- |
| 1948.       | 922         |             |
| 1953.       | 1.029       |             |
| 1961.       | 1.257       |             |
| 1971.       | 1.541       |             |
| 1981.       | 2.035       |             |
| 1991.       | 2.415       |             |
| 2011.       | 2.483       |             |